# Elabra sarana
Elabra sarana är en insektsart som först beskrevs av Henry Fairfield Osborn 1928.  Elabra sarana ingår i släktet Elabra och familjen dvärgstritar.
Artens utbredningsområde är Bolivia. Inga underarter finns listade i Catalogue of Life.